# Slam death metal
Slam death metal, také nazývaný slamming brutal death metal, je podžánr brutal death metalu, který se zaměřuje především na střední tempo, breakdowny a palm-muted kytary. Obecně se nezaměřuje na sóla. První slam riff zazněl v písni „Liege of Inveracity“ od Suffocation z alba Effigy the Forgotten. Jeho texty se zaměřují především na násilí, perverzi, mučení nebo na gore. Politické, anti-křesťanské texty se zde objevují zřídka.

## Skupiny
- Suffocation (spíše Brutal death metal)
- Guttural Slug
- Devourment
- Abominable Putridity
- Epicardiectomy
- Cephalotripsy
- Organectomy
- Analepsy
- Kraanium
- Extermination Dismemberment

- PeelingFlesh